# NMS Amiral Murgescu
NMS Amiral Murgescu – rumuński stawiacz min, eskortowiec z II wojny światowej. Po wojnie służył w marynarce ZSRR pod nazwą Don.
Zbudowany w rumuńskiej stoczni w Gałaczu na podstawie holenderskiego projektu okrętu Hr.Ms. „Jan van Brakel”.

## Służba
Okręt wszedł do służby 2 marca 1941, tuż przed operacją Barbarossa w dniach 16-19 czerwca wraz z NMS „Regele Carol I” i NMS „Aurora” postawił dużą zaporę minową chroniąca port w Konstancy. W czasie rosyjskiego ataku na Konstancję (26 czerwca 1941), niszczyciel „Moskwa” prawdopodobnie zatonął na rumuńskiej zaporze minowej.
Okręt w okresie 7-16 października 1941 r. wraz z zespołem rumuńskich i bułgarskich okrętów postawił dużą zaporą minową wzdłuż wybrzeża bułgarskiego, na minach tych zatonęły cztery radzieckie okręty podwodne (S-34, L-24, Szcz-210, Szcz-211).